# Международный конкурс молодых пианистов памяти Владимира Горовица
Международный конкурс молодых пианистов памяти Владимира Горовица (укр. Міжнародний конкурс молодих піаністів пам`яті Володимира Горовиця) — соревнование пианистов — исполнителей академической музыки, проходящее в Киеве в память о выдающемся пианисте украинского происхождения Владимире Горовице.
Впервые был проведён в 1995 год. Конкурс проходит в трёх возрастных группах: младшей, средней и старшей. Также существует группа «Горовиц-Дебют». VIII конкурс в младшей группе состоялся в октябре 2008 года, в средней и старшей группе был запланирован на апрель 2009 года, однако был отменён и отложен на 2010 год.
Жюри конкурса в разные годы возглавляли известные украинские музыканты Иван Карабиц, Роман Кофман, Мирослав Скорик. Из зарубежных членов жюри можно выделить Дмитрия Башкирова и Владимира Виардо (Россия), Эммануила Красовского (Израиль), Джерома Роуза и Джерома Ловенталя (США), Фанни Уотермен (Великобритания), Серджо Пертикароли и Хуберта Штупнера (Италия), Уоррена Томсона (Австралия).
Среди лауреатов конкурса преобладают молодые украинские исполнители. Некоторые из них — в том числе Александр Гаврилюк, Алексей Емцов, Алексей Гринюк, Александр Пироженко, Дмитрий Онищенко, Мария Ким, Алексей Горлач, Вадим Холоденко — после победы успели добиться определённой международной известности, победив в других крупных международных конкурсах (Хамаматцу, Марии Каллас, в Лидсе, Артура Рубинштейна и др).
Конкурс памяти В. Горовица получил известность и благодаря проводимым его Дирекцией таких музыкальных мероприятий, как фестивали «Киевские летние музыкальные вечера», «Виртуозы планеты», «Летняя музыкальная Академия».
С 2002 г. конкурс — член Европейской ассоциации музыкальных конкурсов для молодежи (EMCY), с 2004 — Всемирной федерации международных музыкальных конкурсов (WFIMC).

## Лауреаты конкурса памяти Владимира Горовица
| Конкурс | Год проведения | Группа         | Первая премия                          | Вторая премия                                                              | Третья премия                                                                      | Четвёртая премия                                  | Пятая премия                                                          | Шестая премия                                                                |
| ------- | -------------- | -------------- | -------------------------------------- | -------------------------------------------------------------------------- | ---------------------------------------------------------------------------------- | ------------------------------------------------- | --------------------------------------------------------------------- | ---------------------------------------------------------------------------- |
| I       | 1995           | 1 группа       | Алексей Емцов Украина                  | Елена Иваненко Украина · Артём Ляхович Украина                             | Денис Богомол Украина · Юлия Швед Украина                                          |                                                   |                                                                       |                                                                              |
| I       | 1995           | 2 группа       | Шан Коен Израиль                       | Алексей Колтаков Украина                                                   | Антонио Гомес США · Койо Кумагаи Австралия · Анна Целин Баррере Франция            |                                                   |                                                                       |                                                                              |
| II      | 1997           | 1 группа       | Риса Хиноуэ Япония                     | Александр Гаврилюк Украина                                                 | Александр Гринюк Украина                                                           |                                                   |                                                                       |                                                                              |
| II      | 1997           | 2 группа       | Брийан Валлик США                      | Денис Прощаев Украина                                                      | Кадзумаса Мацумото Япония · Лун Ин Китай                                           |                                                   |                                                                       |                                                                              |
| II      | 1997           | 3 группа       | Премия не присуждена                   | Вячеслав Зубков Украина                                                    | Юдзи Китано Китай · Харуко Утияма Япония                                           |                                                   |                                                                       |                                                                              |
| III     | 1999           | Младшая группа | Ирина Арбатская Украина                | Вадим Холоденко Украина · Дина Писаренко Украина                           | Анастасия Дранчук Казахстан                                                        |                                                   |                                                                       |                                                                              |
| III     | 1999           | Средняя группа | Александр Гаврилюк Украина — Австралия | Алексей Емцов Украина — Австралия                                          | Даниил Шлеенков Беларусь · Ван Эвэй Китай · Эльмар Гасанов Украина · Джиан Лиу США |                                                   |                                                                       |                                                                              |
| III     | 1999           | Старшая группа | Алексей Гринюк Украина                 | Марина Радюшина Украина · Александр Яковлев Россия · Сэйко Цукамото Япония | Инна Солдатенко Украина                                                            |                                                   |                                                                       |                                                                              |
| IV      | 2001           | Младшая группа | Валерия Мирош Украина                  | Кирилл Кедук Беларусь                                                      | Александр Чугай Украина                                                            |                                                   |                                                                       |                                                                              |
| IV      | 2001           | Средняя группа | Дмитрий Онищенко Украина               | Роберт Уманский Украина · Павел Домбровский Россия                         | Александр Гринюк Украина · У Цунь Китай · Сергей Школяренко Украина                |                                                   |                                                                       |                                                                              |
| IV      | 2001           | Старшая группа | Мария Ким Украина                      | Александр Пироженко Россия · Павел Елецкий Беларусь                        | Ван Эвэй Китай · Наталия Сухина Украина                                            |                                                   |                                                                       |                                                                              |
| V       | 2003           | Младшая группа | Чун Ван Чин Речел Китай                | Саня Бизяк Югославия · Ноги Нария Япония                                   | Хэ Цичжэнь Китай · Лев Терсков Россия                                              | Алексей Горлач Украина                            | Михаил Елецкий Беларусь                                               |                                                                              |
| V       | 2003           | Средняя группа | Дина Писаренко Украина                 | Чжан Хайоу Китай · Александр Чугай Украина                                 | Чэн Цянь Китай · Владимир Лавриненко Украина                                       | Лукас Опачич Австралия · Алина Новик Украина      |                                                                       |                                                                              |
| V       | 2003           | Старшая группа | Премия не присуждена                   | Тимур Щербаков Беларусь                                                    | Артём Ляхович Украина                                                              | Кэнъитиро Судзуки Япония · Алексей Комаров Россия |                                                                       |                                                                              |
| VI      | 2005           | Младшая группа | Рёма Такаги Япония                     | Павел Нетук Беларусь                                                       | Виктор Красовский Украина                                                          | Си Цяньли Китай                                   |                                                                       |                                                                              |
| VI      | 2005           | Средняя группа | Ван Цзюэ Китай                         | Антоний Барышевский Украина · Валерия Кучеренко Украина                    | Владимир Гурьянов Россия                                                           |                                                   |                                                                       |                                                                              |
| VI      | 2005           | Старшая группа | Лоренцо Ди Бэлла Италия                | Алексей Курбатов Россия                                                    | Мария Пухлянко Украина                                                             | Павел Кащева Беларусь                             | Мяо Хуан Германия · Екатерина Куликова Украина · Андрей Васин Украина |                                                                              |
| VII     | 2006           | Младшая группа | Премия не присуждалась                 | Валерия Шушкевич Украина · Хуан Наньсун Китай                              | Роман Лопатинский Украина · Мария Петрова Украина                                  | Ирина Бурган Украина · Александр Чёрный Украина   |                                                                       |                                                                              |
| VII     | 2007           | Средняя группа | Вон Вайинь Китай                       | Арсений Аристов Россия                                                     | Мария Калугина Украина                                                             | Огюстен Вожеле Франция                            | Михал Шимановський Польша                                             | Артём Ясинский Украина                                                       |
| VII     | 2007           | Старшая группа | Премия не присуждалась                 | Лю Юньтянь Китай                                                           | Магда Амара Россия · Александр Поляков Украина                                     | Артём Канке Беларусь                              | Максим Бандурин Россия                                                | Анастасия Наплекова Украина                                                  |
| VIII    | 2008           | Младшая группа | Илья Зуйко Украина                     | Александра Касман США — Россия                                             | Анатолий Хара Украина · Роберт Сиппола Виза Финляндия                              | Екатерина Гаранич Украина                         | Владимир Кочнев Украина                                               |                                                                              |
| VIII    | 2010           | Средняя группа | Роман Лопатинский Украина              | Сун Ютун Китай                                                             | Реми Женье Франция · Полина Сасько Украина                                         | Андрей Гологан Румыния                            | Антуанетта Мищенко Украина                                            |                                                                              |
| VIII    | 2010           | Старшая группа | Ким Го Вон Республика Корея            | Василий Котис Украина                                                      | Алексей Коваленко Украина                                                          | Лука Окросцваридзе Грузия — Россия                | Александр Корякин Россия                                              | Анна Улаева Украина                                                          |
| IX      | 2011           | Младшая группа | Цао Болай Китай                        | Tянь Юаньлю Китай                                                          | Ван Иньо Китай Канон Мацуда Япония                                                 | Катерина Хомякова Украина                         | Алексей Канке Украина                                                 |                                                                              |
| IX      | 2012           | Средняя группа | Александр Кутузов Россия               | Константин Емельянов Россия                                                | Катерина Хомякова Украина                                                          | Виктор Маслов Россия                              | Мария Кустас Россия                                                   | Чун Маньшань Китай                                                           |
| IX      | 2012           | Старшая группа | Александр Синчук Россия                | Николай Медведев Россия                                                    | Кетеван Чхартишвили Грузия                                                         | Татьяна Шафран Украина                            | Павел Качнов Украина                                                  | Даниил Саенко Украина                                                        |
| X       | 2013           | Младшая группа | Чэнь Суэхунь Китай                     | Юнь Тони Сыци Канада Мария Клименко Украина                                | Лу Синъю Китай                                                                     | Александр Малофеев Россия                         | Евгений Моторенко Украина                                             |                                                                              |
| XI      | 2016           | Младшая группа | Лао Жуйси Китай                        | Роман Федюрко Украина                                                      | Дмитрий Семикрас Украина                                                           | Микола Мирошниченко Украина                       | Алиса Заика Украина                                                   | Мария Мациевская Украина                                                     |
| XI      | 2016           | Средняя группа | Алексей Канке Украина                  |                                                                            | Джордже Радевски Сербия                                                            |                                                   | Чэнь Ванчуань Китай                                                   | Илья Овчаренко Украина Павле Крстич Сербия Мария-Десислава Стойчева Болгария |
| XI      | 2017           | Старшая группа | Ким Джунхи Южная Корея                 | Чони Дмитрий Украина                                                       | Леонов Александр Украина                                                           | Лань Байчао Китай                                 | Линник Денис Беларусь                                                 | Гуминюк Станислав Украина                                                    |
| ХІІ     | 2018           | Младшая группа | Терлецкий Богдан Украина               | Небаба Анна Украина                                                        | Шадрина Айрис Беларусь                                                             | Плешакова Мария-Луиза Украина                     | Жолобова София Украина                                                | Пун Рай Ю Австралия                                                          |
| ХІІ     | 2019           | Средняя группа | Овчаренко Илля Украина                 | Семикрас Дмитрий Украина                                                   | Чжоу Ноа Великобритания                                                            | Риналди Кейтлен Австралия                         | Сюй Шанцзюнь Китай                                                    | Мациевская Мария Украина                                                     |